# Eucoccidiorida
Az Eucoccidiorida kis, spóraképző egysejtű paraziták csoportja az Apicomplexa Conoidasida osztályában. Humán és házi- és vadállat-, például madárparazitákat egyaránt tartalmazó rend. Ide tartozik többek közt a toxoplazmózist okozó Toxoplasma gondii és az izosporiázist okozó Isospora belli.
Terjedhet többek közt szennyezett élelmiszerrel, ízeltlábú- vagy fomitvektorral.

## Történet
1910-ben írták le Louis Léger és Octave Duboscq. Két fő kládját, az Adeleorinát és az Eimeriorinát 1911-ben írta le Léger.
Az eredetileg ide sorolt Aggregatidae csoportról – benne az Aggregata, Merocystis, Pseudoklossia stb. nemzetségekkel – már 2018-ban kimutatták, hogy az Eucoccidiorida két kládjától különálló klád, ezt 2021-ben igazolták, ekkor nevezték el e kládot Marosporidának, és ekkor kerültek ki tagjai az Eucoccidioridából.
2024-ben Na et al. kimutatták, hogy az Adeleorina az Apicomplexának ősi kládja, mely a Coccidia, a Protococcidia, a Hematozoa és a Nephromycida közös kládjának testvércsoportja.

## Genetika
Az Eimeria praecox magi genomja sporozoiták szekvenálása alapján 64 286 523 bp hosszú, mely jobbára 15 kromoszómás álmolekula része. GC-tartalma 45,4%. Mitokondriális genomja 6227 bp hosszú, GC-tartalma 35,8%, apikoplasztisz-genomja 28 829 bp hosszú, GC-tartalma 18,3%.
Nem rendelkezik DNS-topoizomeráz VI-tal, RHL1-gyel és BIN4-gyel.
A Cryptosporidium parvum genomjában vannak 1-es típusú trombospondindomének, és mitokondriuma nem rendelkezik önálló genommal, így magi fehérjéktől függhet.

## Életciklus
Életciklusában merogónia (ivartalan), gametogónia (ivaros) és sporogónia egyaránt található. A T. gondii életciklusában 3 különböző funkciójú patogén forma van, ezek az oociszta belsejében élő sporozoita, a tachizoita és a szöveti cisztákban élő bradizoita.

## Rendszertan
Az Eucoccidiorida a legnagyobb Conoidasida-rend.
A csoport rendszertana összetett, és csak részben ismert. 2 fő kládja van, az Eimeriorina (például Toxoplasma, Neospora, Isospora p. p., Sarcocystis) és az Adeleorina (például Lankesterella, Caryospora, Eimeriidae (például Cyclospora, Isospora p. p., Eimeria). Az Isospora a Toxoplasma/Neospora-kládnak közelebbi rokona 18S rDNS alapján, mint a Sarcocystisnek.
2 alrendje van (Adeleorina, Eimeriorina), bennük összesen 18 családdal, 3 alcsaláddal és 67 nemzetséggel. Az Eimeria mintegy 1000 fajt tartalmaz.

## Magyarországon
Magyarországon a Hepatozoon sciurit, a Hepatozoon felist és a Hepatozoon martist 2022-ben mutatták ki Hornok et al., és korábbi kutatások nem érintették az országot. Korábban megjelent már a Hepatozoon parva, de csak Dél-Magyarországon fordul elő.

## Jelentőség
Egyes fajai, például a T. gondii növelik a terhességi komplikációk, például a hypertensio, a koraszülés és a vetélés kockázatát, ezenkívül átadható vertikálisan, vérátömlesztéssel, szervátültetéssel és fertőzött étel fogyasztásával. Mások, például a Cryptosporidium helyzettől függő tüneteket okoznak, például az emésztőrendszerben vizes diarrhoeát, a légzőrendszerben állandó köhögést.
A Hepatozoon spp. anorexiát, halvány nyálkahártyát, nem kívánt súlycsökkenést, fájdalmat, diarrhoeát, hányást, járásváltozásokat, lázat, polyuriát, polydipsiát, súlyos esetben halált okozhatnak. A macskákat a H. felis mellett fertőzheti a H. silvestris és a H. canis is.

### Megelőzés
A Cryptosporidium elsősorban klór-dioxidos és ózonos kezeléssel távolítható el, de használható ultraibolya fény is inaktiválására.

## Fordítás
Ez a szócikk részben vagy egészben  az   Eucoccidiorida című angol Wikipédia-szócikk ezen változatának fordításán alapul.  Az eredeti cikk szerkesztőit annak laptörténete sorolja fel. Ez a jelzés csupán a megfogalmazás eredetét és a szerzői jogokat jelzi, nem szolgál a cikkben szereplő információk forrásmegjelöléseként.